# بوکووه (استان اوپوله)
بوکووه (به لهستانی: Bokowe) یک منطقهٔ مسکونی در لهستان است که در گمینا یمیلنگتسا واقع شده‌است.